# Tour de l'Yonne
El Tour de l'Yonne fue una carrera ciclista organizada en Francia.

## Palmarés
| Año  | Vencedor               | Segundo                | Tercero             |
| 1927 | François Copin         |                        |                     |
| ...  | ...                    |                        |                     |
| 1964 | Georges Chappe         | Jean Dumont (ciclista) | Charly Grosskost    |
| 1965 | Bernard Guyot          | Claude Lechatelier     | Henri Heintz        |
| 1966 | Jean-Claude Maroilleau | Claude Perrotin        | Daniel Ducreux      |
| 1967 | Derek Harrison         | Henk Hiddinga          | Jean-Pierre Boulard |
| 1968 | Pierre Rivory          | Peter Buckley          | Henk Hiddinga       |
| 1969 | Jacques Botherel       | Serge Lapébie          | Pierre Martelozzo   |
| 1970 | Guy Courtois           | Jean-Pierre Puccianti  | Robert Duponchel    |
| 1971 | Guy Sibille            | Régis Ovion            | Richard Podesta     |
| 1972 | Georges Talbourdet     | Jean-Pierre Mayda      | Michel Pitard       |
| 1973 | Jean-Michel Richeux    | Alain Cigana           | Eric Lalouette      |
| 1974 | Christian Seznec       | Alain Meslet           | Jean-Louis Picca    |
| 1975 | Dino Bertolo           | Jacques Desportes      | Bernard Quilfen     |
| 1976 | Jacques Desportes      | Rudi Michalski         | Willy Sprangers     |
| 1977 | Ian Chandler           | Robert Ducreux         | Alain Vidalie       |
| 1978 | Dominique Arnaud       | Joël Soudais           | Joël Arbia          |
| 1979 | Bernard Pineau         | Billy Kerr             | Thierry Desevres    |
| 1980 | Hans Neumayer          | Ronny Van Holen        | Patrick Sarniguet   |
| 1981 | Hans-Joachim Hartnick  | Bernd Drogan           | Olaf Ludwig         |
| ...  | ...                    |                        |                     |
| 1983 | Uwe Raab               | Miroslav Sykora        | Erik Breukink       |
| ...  | ...                    |                        |                     |
| 1987 | Joël Gaillard          | Thierry Richard        | Hervé Desriac       |
| 1988 | Frédéric Profilet      | Jacky Durand           | Manuel Carneiro     |
| ...  | ...                    |                        |                     |